# Bruksprov

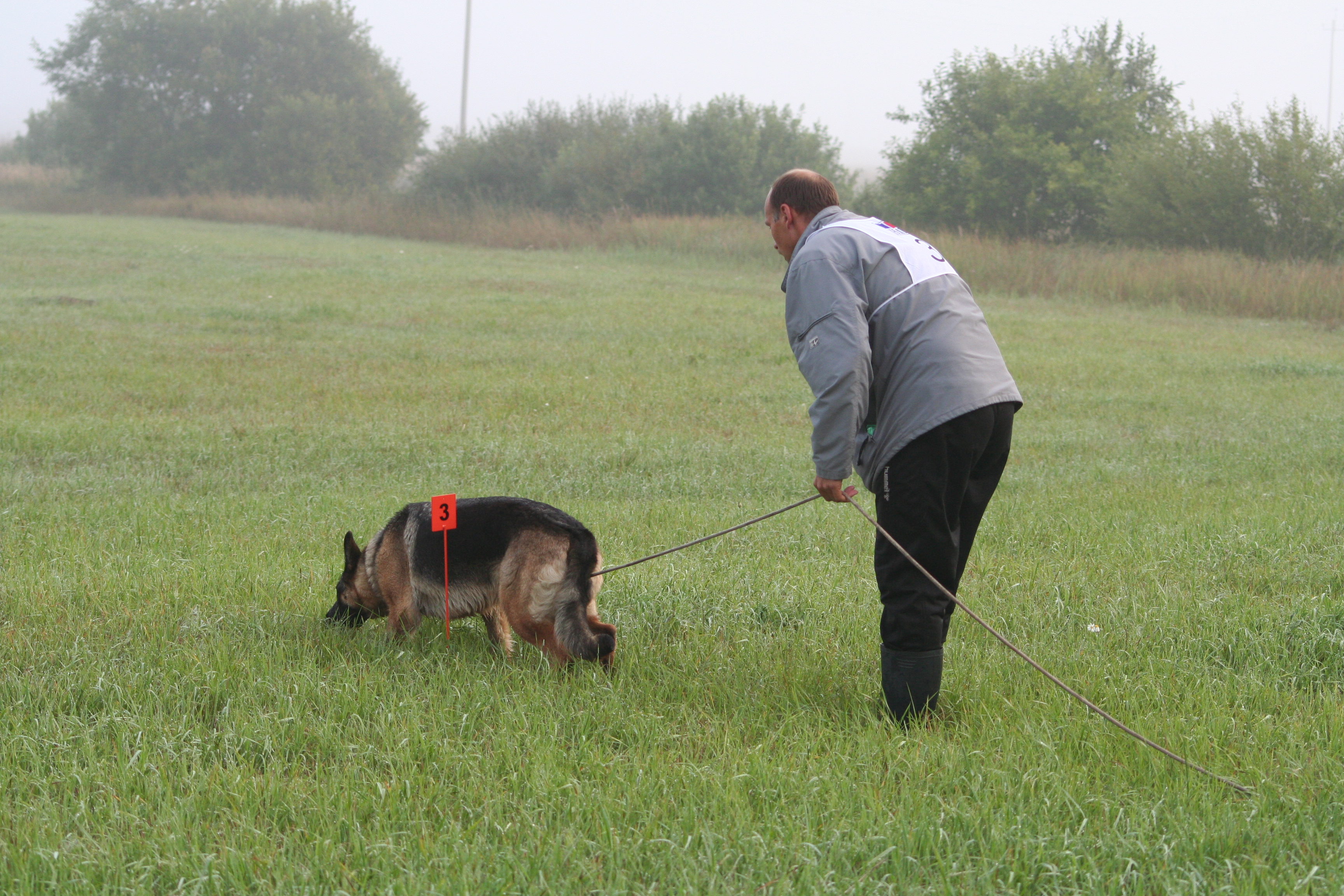
En tysk schäferhund med förare på spårhundsprov.

För brukshundprov, se Internationella prövningsordningen (IPO).
Bruksprov är en hundsport som finns i sex olika grenar: rapport, skydd, spår, sök, patrull bruks och IPO Nordic Style. Tävlingar på lokal, regional, nationell och nordisk nivå anordnas av Svenska Brukshundklubben (SBK) eller någon av de rasklubbar som är anslutna dit. Tävlingarna ordnas i fyra klasser: appellklass, lägre klass, högre klass och elitklass. I varje gren ingår ett lydnadsprov och ett specialprov. De lydnadsmoment som ingår i bruks skall inte förväxlas med den särskilda tävlingsformen lydnadsprov. Specialprovet utgörs av den gren ekipaget är specialiserat på. Internationella brukshundstävlingar har andra regler och går under namnet Internationella prövningsordningen (IPO).
Hundar av alla raser som erkänns av Svenska Kennelklubben (SKK) kan delta i bruksprov, däremot inte blandrashundar. För raser som SBK har avelsansvar för,  det vill säga brukshundsraserna, är meriter på bruksprov ett krav för erhållande av ceritfikat eller championat på utställning. Hundar får börja tävla i appellklass vid 12 månaders ålder. När de blivit 18 månader gamla måste de ha genomfört en mentalbeskrivning för att få delta.
Utanför brukshundklubben, men istället i den egna rasklubbens regi ordnas särskilda spårprov för blodhund (som ingår i rasgruppen  Drivande hundar, samt sök- och spårhundar). Anlagsklassen av dessa är krav för internationellt utställningschampionat och för rasen finns även ett särskilt svenskt spårprovschampionat. Spårprov för blodhundar skiljer sig från bruksgrenen genom att apportmomentet inte finns med, däremot skall blodhunden kunna identifiera spårläggaren i en grupp människor, så kallad ID-spårning.

## Grenar
- Rapport har sitt ursprung i det militära, där hundar använts för att skicka meddelanden. Grenen går ut på att hunden sänds mellan olika stationer samt utsätts för olika störningar, till exempel pistolknallar, längs vägen.
- Skydd är en gren som utövas främst av hundförare inom bevakning och polis, men även av civila med licenserade skyddshundar. Hunden skall kunna försvara sig själv och sin förare mot angripare. Dessutom skall den klara att förfölja, stoppa och bevaka flyende. Den ska dessutom spåra och i elitklass även söka.
- Spår går ut på att hunden i lina följer ett personspår och längs spåret tar upp ett antal apporter.
- Sök innebär att hunden skall hitta gömda personer inom ett avgränsat område (utan att det finns utlagda spår).
- Patrull bruks har sitt ursprung i det militära, där hunden med hjälp av ljud och doft ska markera om det finns eller har funnits personer (fiende) i terrängen.
- IPO Nordic Style  är en relativt ny gren där huvudmomenten för rapport-, spår- och sökhundar pågår under två dagar. Momenten för skyddshundarna där är planskyddet och lydnadsdelen nerkortat.

## Brukshundsraserna
- För följande raser är det obligatoriskt med meriter från bruksprov eller vallhundsprov; alternativt att vara godkänd draghund eller ha erhållit tjänstehundscertifikat för högre utställningsutmärkelser: belgisk vallhund, beauceron och briard, vilka ingår i rasgruppen vall-, boskaps- och herdehundar.
- För australian kelpie gäller bruksprov, vallhundsprov eller tjänstehundscertifikat.
- För följande raser gäller bruksprov, tjänstehundscertifikat eller att vara godkända draghundar: berger picard, bouvier des flandres och tysk schäferhund, alla från samma grupp som ovanstående, samt boxer, dobermann, hovawart, riesenschnauzer, rysk svart terrier och rottweiler, vilka ingår i rasgruppen schnauzer och pinscher, molosser och bergshundar samt sennenhundar.